# Zgornji Slemen (gmina Selnica ob Dravi)
Zgornji Slemen – wieś w Słowenii, w gminie Selnica ob Dravi. W 2018 roku liczyła 95 mieszkańców.